# برونیاتو
برونیاتو (به ایتالیایی: Brugnato) یک کومونه در ایتالیا است که در استان لا اسپتزیا واقع شده‌است.

## خصوصیات
برونیاتو ۱۲٫۰ کیلومترمربع مساحت و ۱٬۳۴۵ نفر جمعیت دارد.